# Cladonia pulchra
Cladonia pulchra är en lavart som beskrevs av S. Hammer. Cladonia pulchra ingår i släktet Cladonia och familjen Cladoniaceae.   Inga underarter finns listade i Catalogue of Life.